# Helene Magarin
Helene Magarin (* 8. Januar 1889 in Köln; † 28. April 1964 in Bremerhaven) war eine Bremer Bürgerschaftsabgeordnete (SPD).

## Biografie
Magarin war die Tochter eines Landarbeiters. Sie besuchte die Volksschule, war verheiratet, lebte in Bremerhaven und war als Hausfrau tätig.
Politik
Magarin wurde Mitglied der SPD und nahm in der Partei sowie in der Bremer Frauenbewegung verschiedene Funktionen war.
Sie war nach dem Ersten Weltkrieg von 1924 bis 1933 Mitglied der Bremischen Bürgerschaft. Im April 1933 wurde sie erneut in die Bürgerschaft gewählt, musste jedoch auf das Amt verzichten.  